# Semicossyphus darwini
Semicossyphus darwini là một loài cá biển thuộc chi Semicossyphus trong họ Cá bàng chài. Loài này được mô tả lần đầu tiên vào năm 1842.

## Từ nguyên
Từ định danh của loài cá này được đặt theo tên của Charles Darwin, nhà tự nhiên học người Anh, là người đã thu thập mẫu định danh của loài này tại Galápagos.

## Phạm vi phân bố và môi trường sống
S. darwini có phạm vi phân bố ở Đông Thái Bình Dương. Loài này được ghi nhận từ Ecuador trải dài về phía nam đến Bắc Chile, bao gồm quần đảo Galápagos ở ngoài khơi.
S. darwini sống gần những thảm tảo biển hoặc những rừng tảo bẹ ở những vùng nước sâu. Loài này thường được tìm thấy ở độ sâu dưới 15 m, và có thể sâu đến 100 m; một vài cá thể đôi khi được bắt gặp ở vùng nước nông.

## Mô tả
S. darwini có chiều dài cơ thể tối đa được ghi nhận là 75 cm. Có hai cặp răng nanh lớn ở phía trước mỗi hàm (hàm trên và hàm dưới) và một răng nanh ở phía sau của mỗi bên hàm trên.
Cá cái có màu đỏ với một vệt đốm lớn màu vàng ở phía sau đầu, ngay trên gốc vây ngực, và có một đốm đen lớn ở phía trước của vây lưng. Cá đực có màu xanh lam xám và vẫn còn vệt đốm vàng đặc trưng ở sau đầu. Cả hai giới đều có cằm màu trắng. Cá đực có một bướu lớn trên trán.
Số gai ở vây lưng: 12; Số tia vây ở vây lưng: 10; Số gai ở vây hậu môn: 3; Số tia vây ở vây hậu môn: 11–12; Số tia vây ở vây ngực: 18.

## Hành vi và tập tính
Hàm răng chắc khỏe là một vũ khí lợi hại của S. darwini giúp chúng có thể nghiền nát cả những động vật có vỏ cứng.